# Carex tsushimensis
Carex tsushimensis är en halvgräsart som först beskrevs av Jisaburo Ohwi, och fick sitt nu gällande namn av Jisaburo Ohwi. Carex tsushimensis ingår i släktet starrar, och familjen halvgräs. Inga underarter finns listade i Catalogue of Life.